# Orientalisches Münzkabinett Jena
L’Orientalisches Münzkabinett Jena (Gabinetto delle monete orientali di Jena) è una collezione di monete orientali, custodita in Germania, all'Università di Jena, dove fu fondata nel 1840.

## Storia
Nel 1840 Johann Gustav Stickel, docente di lingue orientali all'Università di Jena, riuscì a convincere il granduca di Sassonia-Weimar-Eisenach ad acquistare una raccolta di 1.500 monete orientali per permettergli di studiarle. La collezione era stata formata da Heinrich August Zwick, un missionario protestante della confraternita dei Fratelli Moravi di Herrnhut in Russia. Quest'ultimo aveva vissuto dal 1816 al 1832 nella missione di Sarepta lungo il Volga ed è oggi considerato uno dei pionieri dell'archeologia di quei luoghi.
Stickel ottenne l'appoggio della granduchessa Marija Pavlovna, principale benefattrice della collezione, che grazie al suo contributo iniziò a crescere rapidamente. Alla morte di Stickel, nel 1896, la collezione comprendeva già 12.000 pezzi.
Alla fine del XIX secolo il vivo interesse degli orientalisti per le monete islamiche come fonte di testi perse il suo slancio, a causa della crescente abbondanza di pubblicazioni in merito. Nel 1906 il successore di Stickel, l'orientalista Karl Vollers, calcolò l'entità della collezione in 14.000 pezzi. Vollers morì poi nel 1909.
L'ultimo professore di orientalistica, Arthur Ungnad, lasciò l'università nel 1919 e nei decenni successivi la collezione subì una notevole riduzione a causa di eventi bellici e non: nel 1939 circa 4.000 monete furono restituite alla famiglia granducale abdicataria, mentre molte centinaia di monete andarono perse durante la seconda guerra mondiale e nell'immediato dopoguerra. La collezione fu tuttavia conservata durante il periodo della Repubblica democratica tedesca.
Nel 1994, anno in cui la raccolta comprendeva 8.690 monete, furono riattivati gli insegnamenti di filologia semitica e islamistica all'Università di Jena e le attività scientifiche del Münzkabinett furono assegnate al coordinamento di Stefan Heidemann. Nel giro di poco tempo la collezione dell'Orientalisches Münzkabinett conobbe un rinnovato slancio come moderno strumento di ricerca scientifica per la storia islamica ed orientale. Grazie all'aiuto di generosi benefattori privati, la raccolta comprende oggi circa 21.000 monete provenienti da un'area che spazia dal Marocco all'estremo oriente.

## Fonti della collezione
Nel settembre 2009 la collezione annoverava circa 21.000 monete islamiche, tra cui 1.200 dell'Asia orientale. Tra le altre, nel corso del tempo sono confluite nella raccolta le seguenti collezioni:
- Heinrich August Zwick (1796–1855; 1.500 monete)
- Una selezione della collezione di von Sprewitz (comprata nel 1846; 175 monete)
- Justin Sabatier (acquistata nel 1852; 728 monete)
- August Otto Rühle von Lilienstern (1780–1847; 870 monete)
- Parte of della collezione di Frédéric Soret (1795–1865; circa 1.000 monete)
- Heinrich von Siebold (1852–1908; 1.060 monete e amuleti dell'Asia orientale)
- Peter Jaeckel (1914–1996; 1.200 monete)
- Christof Baum (donate nel 2003; 307 monete yemenite).